# El rosario de Amozoc
El rosario de Amozoc es una película mexicana de 1938 dirigida por José Bohr. Está protagonizada por Lupita Tovar, Carlos Orellana, Emilio Tuero, Elena D'Orgaz y Daniel "Chino" Herrera.

## Argumento
Un herrero pretende a una joven, pero ella prefiere a un comerciante y, a su vez, éste tiene una enamorada a quien ignora.

## Reparto
- Lupita Tovar como Rosario.
- Carlos Orellana como Odilón.
- Emilio Tuero como Juan Manuel.
- Elena D'Orgaz como Prisca.
- Ernesto Cortázar como Rodaja.
- Daniel "Chino" Herrera como Chino.
- Joaquín Coss como Don José, padre de Rosario.
- Daniel Arroyo como Don Paco.
- Eufrosina García como Chucha.
- Juana Campo como La Guayaba.
- Agustín Isunza como Ramón.
- Arturo Ávila Gandolín como Presidente de la Junta de Mejoras Materiales.
- Carlos Max García como Secretario de la Junta de Mejoras Materiales.
- Clifford Carr como Turista alemán.
- Paco Astol como Ayudante de Rodaja.
- Consuelo Segarra como Tía de Juan Manuel.